# Diocesi di Malo
La diocesi di Malo (in latino Dioecesis Malena) è una sede soppressa e sede titolare della Chiesa cattolica.

## Storia
Malo, identificabile con Malekkalesi nell'odierna Turchia, è un'antica sede episcopale della provincia romana della Pisidia nella diocesi civile di Asia. Faceva parte del patriarcato di Costantinopoli ed era suffraganea dell'arcidiocesi di Antiochia.
La diocesi è documentata nelle Notitiae Episcopatuum del patriarcato di Costantinopoli dal IX al XII secolo, ad eccezione della più antica Notitia, attribuita allo pseudo-Epifanio (VII secolo).
Michel Le Quien attribuisce a questa diocesi tre vescovi: Attalo, che sottoscrisse nel 458 la lettera dei vescovi della Pisidia all'imperatore Leone I dopo la morte del patriarca Proterio di Alessandria e che l'anno successivo firmò gli atti del sinodo di Costantinopoli convocato dal patriarca Gennadio I contro i simoniaci; Cosma, che fu tra i padri del secondo concilio di Costantinopoli nel 553; e Sisinnio, che partecipò al concilio detto in Trullo nel 692. Lo stesso autore, tuttavia, menziona i vescovi Attalo e Cosma anche nella cronotassi dei vescovi di Mallo in Cilicia.
Inoltre, anche il vescovo Sisinnio è da eliminare dalla cronotassi di Malo, a causa di un errore di interpretazione dei manoscritti antichi operata dall'erudita domenicano: infatti l'edizione critica degli atti di questo concilio attribuisce il vescovo Sisinnio alla diocesi di Neapoli di Pisidia.
Dal 1933 Malo è annoverata tra le sedi vescovili titolari della Chiesa cattolica; il titolo finora non è mai stato assegnato.

## Cronotassi dei vescovi greci
- Attalo † (prima del 458 - dopo il 459)
- Cosma ? † (menzionato nel 553)